# كينيث فيلد
كينيث فيلد (بالإنجليزية: Kenneth Feld)‏ هو شخصية أعمال أمريكي، ولد في 1948 في واشنطن العاصمة في الولايات المتحدة.